# Peter Ziesche
Peter Ziesche (* 5. Mai 1955 in Berlin; † 3. November 2021 ebenda) war ein deutscher Kameramann.

## Leben und Werk
Peter Ziesche wurde 1955 als Sohn eines Bankers und einer Ärztin in Berlin geboren. Zu einem wichtigen Wegbegleiter wurde in den Jugendjahren der DEFA-Szenenbildner Alfred Hirschmeier. Von 1980 bis 1984 absolvierte Ziesche ein Kamerastudium an der Hochschule für Film und Fernsehen in Potsdam und war ab dieser Zeit beim DEFA-Studio für Spielfilme beschäftigt. An der Hochschule arbeitete er mit Regisseuren wie Bernd Böhlich und Petra Tschörtner zusammen. Mit Böhlich fertigte Ziesche unter anderem seine erste filmische Übung unter dem Titel Fronturlaub, besetzt mit Dagmar Manzel und Sylvester Groth.
Nach Abschluss des Studiums übernahm Ziesche erste Assistenz-Tätigkeiten bei der DEFA und wirkte an Gritta von Rattenzuhausbeiuns und Junge Leute in der Stadt mit. 1985 holte ihn Heiner Carow für seinen Spielfilm So viele Träume in sein Filmteam. „Das ist schon ein Kredit, den du dadurch hast. Durch die Arbeit mit Carow kam dann Kühn auf mich zu [...] Insgesamt war das schon Glück. Eine tolle Situation.“ erinnerte sich Ziesche später. Ziesches nächster Film wurde Siegfried Kühns autobiografisch geprägter Spielfilm Kindheit mit Carmen-Maja Antoni in der Hauptrolle. Es folgte mit Einer trage des anderen Last … von Lothar Warneke der publikumsstärkste DEFA-Film der 1980er Jahre. Für seine zweite Zusammenarbeit mit Siegfried Kühn – Die Schauspielerin mit Corinna Harfouch und André Hennicke – wurde Ziesche auf dem Nationalen Spielfilmfestival der DDR für die beste Kamera ausgezeichnet. 1992 kam es für Die Lügnerin zu einer erneuten Zusammenarbeit. Dazwischen verantwortete Ziesche für zwei Filme Frank Beyers die Kamera, darunter die Gaunerkomödie Der Bruch nach einem Drehbuch von Wolfgang Kohlhaase. Für die Verfilmung von Christoph Heins Erzählung Der Tangospieler arbeitete Ziesche mit Roland Gräf zusammen.
Nach der Abwicklung der DEFA war Ziesche als freischaffender Kameramann tätig. Zu seinen erfolgreichsten Arbeiten zählte der Jugendfilm Die Blindgänger von Bernd Sahling. Die Produktion brachte Peter Ziesche eine Nominierung für den Deutschen Kamerapreis ein. Erneut kam es zu mehreren Zusammenarbeiten mit Bernd Böhlich. Auch mit Dirk Regel und Franziska Meyer Price entstanden Arbeitsgemeinschaften.
Peter Ziesche starb Anfang November 2021 nach schwerer Krankheit in seiner Heimatstadt.

## Filmografie (Auswahl)
- 1984: Hinter den Fenstern
- 1987: Kindheit
- 1988: Einer trage des anderen Last …
- 1988: Die Schauspielerin
- 1989: Der Bruch
- 1991: Der Verdacht
- 1991: Der Tangospieler
- 1992: Die Lügnerin
- 1992: Das große Fest (Fernsehfilm)
- 1993: Polizeiruf 110: Blue Dream – Tod im Regen
- 1994: Polizeiruf 110: Opfergang
- 1994: Polizeiruf 110: Totes Gleis
- 1994–1997: Rosa Roth (Fernsehreihe)
  - 1994: In Liebe und Tod
  - 1995: Lügen
  - 1996: Verlorenes Leben
  - 1996: Nirgendwo hin
  - 1996: Montag, 26. November
  - 1997: Die Stimme
  - 1997: Berlin
- 1997: Polizeiruf 110: Der Sohn der Kommissarin
- 1998: Polizeiruf 110: Das Wunder von Wustermark
- 1999: Sturmzeit
- 1999: E-M@il an Gott
- 2004: Die Blindgänger
- 2004: Mörderische Suche
- 2004–2005: Der letzte Zeuge (Fernsehserie, fünf Folgen)
- 2005: Polizeiruf 110: Dettmanns weite Welt
- 2005–2006: Pfarrer Braun (Fernsehserie, vier Folgen)
- 2006: Pik & Amadeus – Freunde wider Willen
- 2007: Krauses Fest
- 2007: Wiedersehen in Verona
- 2008: Polizeiruf 110: Keiner schreit
- 2009: Engel sucht Liebe
- 2010–2011: Der Landarzt (Fernsehserie, neun Folgen)
- 2011: Stankowskis Millionen
- 2012: Mensch Mama! (Fernsehfilm)
- 2013: Forsthaus Falkenau (Fernsehserie, sieben Folgen)
- 2014: Winnetous Weiber
- 2016: Dora Heldt: Wind aus West mit starken Böen

## Auszeichnungen
- 1989: Kunstpreis des FDGB im Kollektiv für Die Schauspielerin
- 1990: 6. Nationales Spielfilmfestival der DDR: Preis für Kamera
- 2004: Nominierung für den Deutschen Kamerapreis für Die Blindgänger